# Il buio nella mente
Il buio nella mente (La cérémonie) è un film del 1995 diretto da Claude Chabrol.
Il soggetto è tratto dal romanzo A Judgement in Stone (La morte non sa leggere) di Ruth Rendell.
Fu presentato in concorso alla 52ª Mostra internazionale d'arte cinematografica di Venezia, dove le due attrici protagoniste, Sandrine Bonnaire e Isabelle Huppert, vinsero la Coppa Volpi per la migliore interpretazione femminile.

## Trama
Sophie Bonhomme viene assunta come domestica dai Lelièvre. La famiglia, che vive in una villa isolata della campagna bretone, è composta da Catherine, dal marito Georges, e da un figlio e una figlia avuti dai matrimoni precedenti. Gilles è il figlio di Catherine e del suo ex-marito, un adolescente solitario che ama la lettura e nutre una forte passione per l'arte; Melinda è la figlia di Georges, studia all'università e trascorre i fine settimana a casa, dove invita il suo ragazzo, Jérémie. Catherine – che possiede una galleria d'arte - non può occuparsi della casa, cerca l'aiuto di una cameriera e per questo assume Sophie.
Sophie evita di usare la lavastoviglie, si rifiuta di prendere lezioni di guida (non avendo la patente), compra finti occhiali da vista, e ha problemi nel contare il resto che le viene dato dopo gli acquisti. Verso la fine del film verrà chiarito che Sophie è analfabeta, e che ha alle spalle una storia di violenza, tanto che è sospettata di aver ucciso il padre handicappato, o quanto meno di non averlo aiutato ad uscire dall'incendio scoppiato nella propria casa.
Non sapendo guidare, Sophie percorre a piedi la strada che porta al paese, e qui conosce Jeanne, impiegata dell'ufficio postale, che fa anche la volontaria presso la parrocchia locale. Jeanne, malvista da Georges, inizia ad avere una cattiva influenza su Sophie; l'impiegata, oltre a essere sempre indisponente e aggressiva verso il prossimo, manomette i pacchi e le lettere destinate ai Lelièvre. Anche lei ha una storia di violenza alle spalle, essendo stata accusata di aver ucciso la figlia. Le due amiche si incontrano con regolarità, sia in paese che nella camera di Sophie in casa dei Lelièvre per guardare la televisione. Sophie viene ben trattata dai due coniugi, ma la loro condotta sicura e la loro vita senza problemi fa sorgere sentimenti di invidia sia in Sophie che in Jeanne.
Un giorno la domestica, istigata da Jeanne, ascolta una conversazione telefonica tra Melinda e il suo ragazzo, e scopre che la giovane è incinta. Poco dopo, nel corso di un colloquio in cucina, Melinda capisce che la domestica è analfabeta; quest'ultima, offesa, minaccia di rivelare la gravidanza della ragazza se rivelasse la cosa ai genitori. La ragazza, in preda al pianto, rivela ai genitori di essere stata ricattata, e anche il problema di Sophie: il padre decide allora di licenziarla, dandole una settimana di tempo per organizzarsi. Jeanne racconta poi all'amica di come accidentalmente avesse ucciso il figlio anni prima e di come la giustizia fosse stata poco incline a crederle, mentre non chiara rimane l'implicazione di Sophie nel rogo in cui morì il padre.
Di notte, mentre la famiglia Lelièvre si accomoda in salotto a vedere il Don Giovanni di Mozart, le due donne entrano in casa senza farsi notare. Vanno nella camera dei coniugi, strappano i loro vestiti, rompono le fotografie di famiglia, cospargono di cioccolata le loro lenzuola. Poi scendono in cucina, caricano i fucili da caccia di Georges, e attirano l'uomo in cucina col frastuono. Questi interrompe controvoglia la visione dell'opera, e in cucina Sophie lo uccide. Le due donne uccidono poi il resto della famiglia.
Jeanne lascia con la sua Citroen il luogo del delitto, e viene poi uccisa in un incidente stradale dal prete che l'aveva allontanata dal lavoro di volontariato. Sophie si allontana dalla villa dopo aver rimosso le proprie impronte digitali dai fucili, non facendosi notare dalle macchine della polizia che arrivano sul posto. I titoli di coda iniziano con la musica dell'opera che viene diffusa dal registratore di Melinda, che Jeanne aveva rubato e portato nella sua auto. Alla fine dei titoli si sentono gli spari e la voce di Jeanne e Sophie.

## Riconoscimenti
- 1995 - Mostra del cinema di Venezia
  - Miglior interpretazione femminile a Sandrine Bonnaire e Isabelle Huppert
  - Candidato al Leone d'oro a Claude Chabrol
- 1996 - Premio César
  - Miglior attrice protagonista a Isabelle Huppert
  - Candidato come Miglior film
  - Candidato per la Migliore regia a Claude Chabrol
  - Candidato per la Miglior attrice protagonista a Sandrine Bonnaire
  - Candidato per il Migliore attore non protagonista a Jean-Pierre Cassel
  - Candidato per la Migliore attrice non protagonista a Jacqueline Bisset
  - Candidato per il Migliore adattamento a Caroline Eliacheff e Claude Chabrol
- 1996 - Premio Lumière
  - Miglior attrice a Isabelle Huppert